# Turotschak
Turotschak (russisch Туроча́к; südaltaisch Турачак, Turatschak) ist ein Dorf (selo) in der Republik Altai (Russland) mit 5582 Einwohnern (Stand 14. Oktober 2010).

## Geographie
Der Ort liegt knapp 90 km Luftlinie ostnordöstlich der Republikhauptstadt Gorno-Altaisk im nordöstlichen Teil des russischen Altai. Sie befindet sich am rechten Ufer der Bija, zwischen Bija und deren rechtem Zufluss Lebed, der einige Kilometer unterhalb (nördlich) des Ortes einmündet.
Turotschak ist Verwaltungssitz des Rajons Turotschakski sowie Sitz der Landgemeinde Turotschakskoje selskoje posselenije, zu der neben dem Dorf Turotschak noch die Dörfer Kajaschkan, Lebedskoje, Sowetski Baigol, Stretinka und Ust-Lebed gehören.

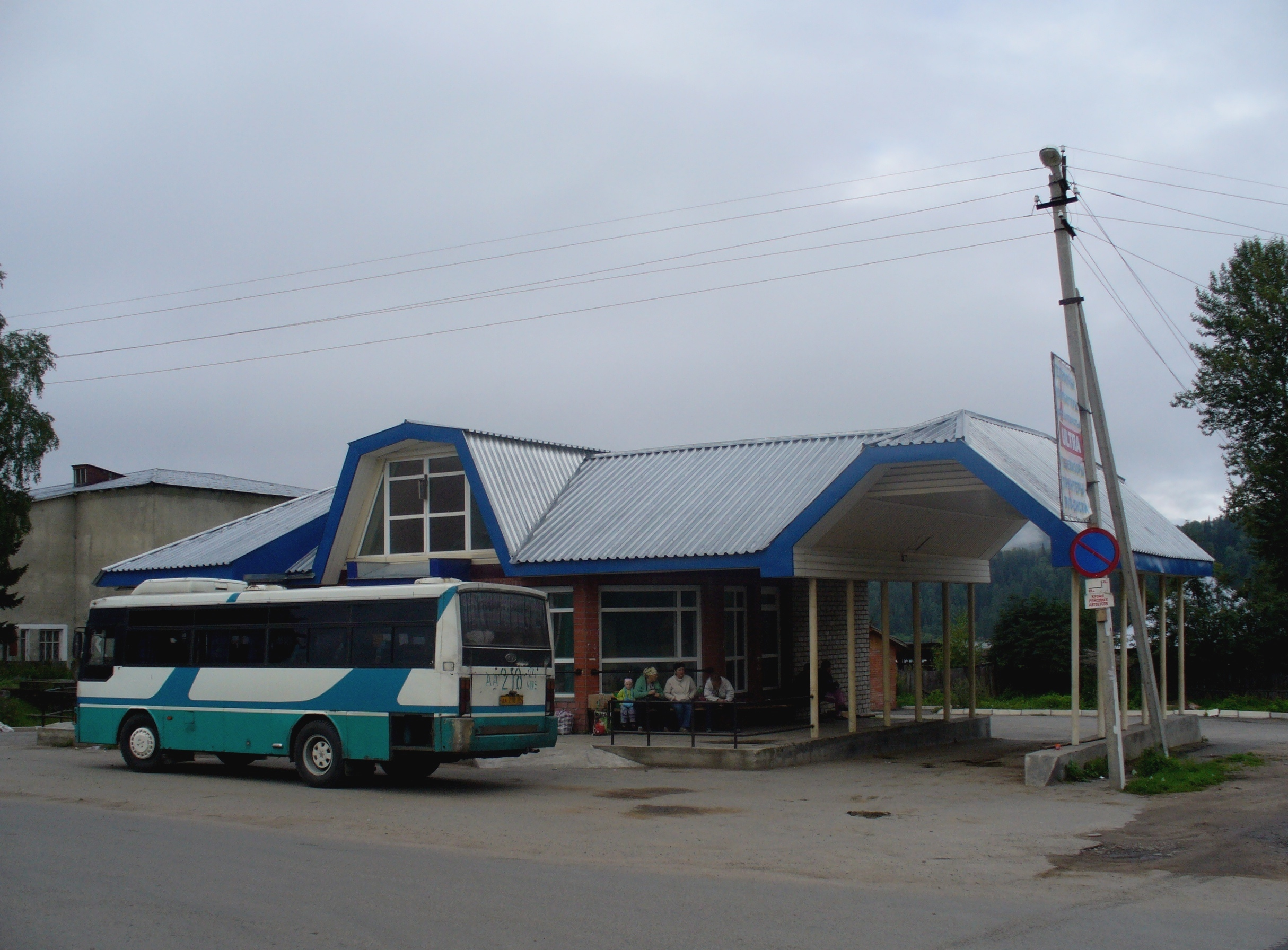
Busbahnhof
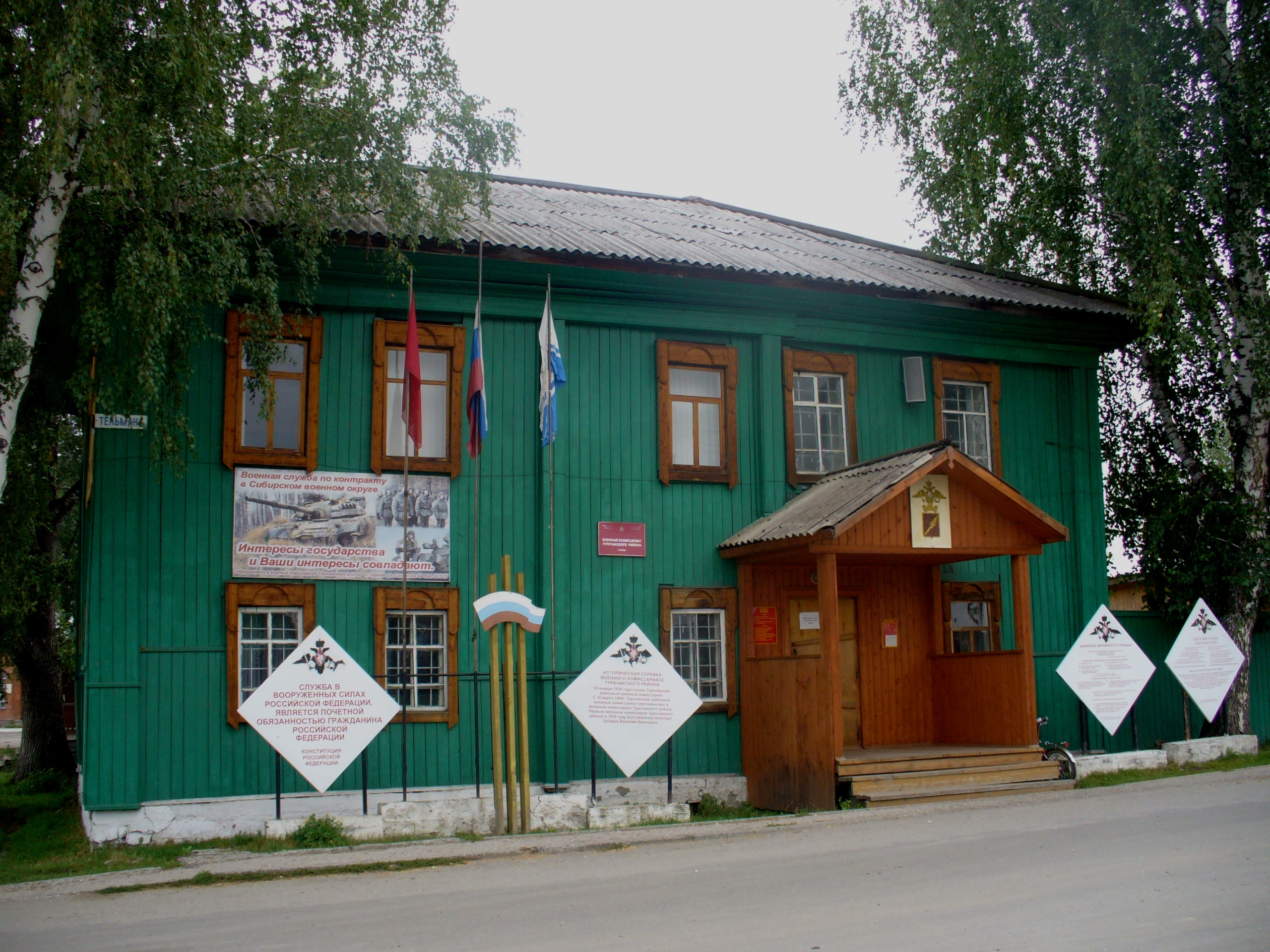
Gebäude des Rajon-Militärkommissariats

## Geschichte
Das Dorf wurde 1864 gegründet und 1922, mit Gründung der Oirotischen Autonomen Oblast, aus der sich die heutige Republik Altai entstand, Verwaltungssitz des Lebedinski aimak. 1933 wurde der Aimak in Turotschakski aimak umbenannt, 1962/1963 vergrößert und, wie in den anderen Teilen der Sowjetunion üblich, die Verwaltungseinheit in einen Rajon umgewandelt.

### Bevölkerungsentwicklung
| Jahr | Einwohner |
| ---- | --------- |
| 1939 | 2052      |
| 1959 | 3331      |
| 1970 | 3633      |
| 1979 | 4325      |
| 1989 | 5080      |
| 2002 | 5484      |
| 2010 | 5582      |

Anmerkung: Volkszählungsdaten

## Verkehr
Turotschak liegt an der Regionalstraße R375, die vom gut 150 km entfernten Bijsk auf der rechten, östlichen Seite der Bija aufwärts bis zum etwa 70 km südlich von Turotschak gelegenen Telezker See folgt. In Turotschak zweigt von dieser eine unbefestigte Straße in das Bergschorien genannte Gebiet in der benachbarten Oblast Kemerowo ab, die zunächst in das etwa 100 km entfernte Taschtagol führt und dann weiter nach Nowokusnezk verläuft.